# D1 Grand Prix
A D1 Grand Prix (D1グランプリ D1 guranpuri), abreviada como D1GP é uma categoria de automobilismo drift do Japão criada em 2000.